# Estación de La Trasquila
La Trasquila fue una estación ferroviaria ubicada en el municipio de Atlangatepec en el estado mexicano de Tlaxcala. Por ella pasaba el antiguo Ferrocarril mexicano para la ruta Los Reyes-Veracruz. Se encuentra protegido por Instituto Nacional de Antropología e Historia (INAH) como patrimonio cultural ferrocarrilero.

## Historia
La Trasquila fue inaugurada el 20 de septiembre de 1901, por medio de la concesión número 238, erigida sobre los vestigios del ferrocarril de San Nicolás a Virreyes.
La línea «V-0147» que dio servicio al Ferrocarril Interoceánico de México, fue la última adquirida por la Compañía Limitada del Ferrocarril Oriental Mexicano.